# بنجامين توماس (سياسي)
بنجامين توماس (بالإنجليزية: Benjamin Thomas)‏ هو قاضي ومحامي وسياسي أمريكي، ولد في 12 فبراير 1813 في بوسطن في الولايات المتحدة، وتوفي في 27 سبتمبر 1878 في الولايات المتحدة. حزبياً، نشط في الاتحاد. وقد انتخب عضو مجلس نواب ماساتشوستس وانتخب عضو مجلس النواب الأمريكي.